# ألفونسو لوبيز
ألفونسو لوبيز (بالإسبانية: Alfonso López Pumarejo) (و. 1886 – 1959 م) هو عالم اقتصاد، وصحفي، من كولومبيا، ولد في كولومبيا، كان عضوًا في الحزب الليبرالي الكولومبي، توفي في لندن، عن عمر يناهز 73 عاماً.

## مناصب
تولى منصب رئيس كولومبيا (7 أغسطس 1942–7 أغسطس 1946).

## التعليم
تعلم في كلية لندن للاقتصاد.
| المناصب السياسية    | المناصب السياسية                               | المناصب السياسية           |
| ------------------- | ---------------------------------------------- | -------------------------- |
| سبقه إدواردو سانتوس | رئيس كولومبيا (16) 7 أغسطس 1942 - 7 أغسطس 1946 | تبعه ماريانو أوسبينا بيريز |

## روابط خارجية
- ألفونسو لوبيز على موقع الموسوعة البريطانية (الإنجليزية)